# Wladimir Sedow
Wladimir Wladimirowitsch Sedow (russisch Владимир Владимирович Седов; * 2. März 1988 in Üschtöbe; † 26. Juni 2023 in Dostyk) war ein kasachischer Gewichtheber. Er wurde 2009 Weltmeister im Mittelschwergewicht.

## Werdegang
Wladimir Sedow begann als Jugendlicher in seiner Heimatstadt mit dem Gewichtheben. Er entwickelte sich schnell zu einem herausragenden Athleten, zumal er bei einer Größe von 1,73 Metern gute körperliche Voraussetzungen für einen Heber in der Leichtschwer- bzw. Mittelschwergewichtsklasse mitbringt.
Seinen ersten Start, bei einer internationalen Meisterschaft, absolvierte er im Jahr 2005 bei der Junioren-Weltmeisterschaft in Busan. Er erzielte dort im Mittelgewicht im Zweikampf 329 kg (153–176) und belegte damit den 4. Platz. Im gleichen Jahr startete er auch noch bei der Asiatischen Junioren-Meisterschaft in Dubai, wo er im Leichtschwergewicht 326 kg (156–170) erreichte. Mit diesem Ergebnis kam er wieder auf den 4. Platz.
Der Wechsel in das Mittelschwergewicht im Jahr 2009, bedeutete für ihn einen wichtigen Schritt. Er war nicht mehr genötigt viele Kilos abzutrainieren, was sich insbesondere bei seiner Leistung im Stoßen, die verhältnismäßig schwach war, positiv bemerkbar machte. Bereits bei der Weltmeisterschaft in Goyang/Südkorea startete er in dieser Gewichtsklasse und erzielte im Zweikampf hervorragende 402 kg (185–217), womit er klarer Sieger vor dem nach einer zweijährigen Dopingsperre zurückgekehrten Nizami Paschajew aus Aserbaidschan wurde, der 387 kg im Zweikampf erzielte.
Im Jahre 2010 konnte Wladimir Sedow bei der Weltmeisterschaft in Antalya seinen Titel nicht verteidigen. Er kam dort im Zweikampf auf 390 kg (180–210), womit er nur den 6. Platz belegte. Er gewann aber mit seiner Leistung im Reißen von 180 kg noch eine WM-Bronzemedaille. Im April 2011 belegte er bei der Asienmeisterschaft in Tongling/China im Mittelschwergewicht mit 387 kg (180–207) den 2. Platz hinter dem Südkoreaner Kim Man-jae, der auf 388 kg kam. Bei der Weltmeisterschaft dieses Jahres in Paris wurde er vom kasachischen Gewichtheber-Verband im Schwergewicht eingesetzt. Mit 94,65 kg Körpergewicht war er dazu natürlich viel zu leicht und kam mit seiner Leistung von 385 kg (180–205) nur auf den 13. Platz. Sieger in dieser Gewichtsklasse wurde der Russe Chadschimurat Akkajew, der im Zweikampf 430 kg erzielte.
2012 konnte sich Wladimir Sedow nicht für die Mannschaft Kasachstans für die Olympischen Spiele in London qualifizieren. Im Mittelschwergewicht starteten dort Ilja Iljin und Almas Uteschow für Kasachstan. Bei der Weltmeisterschaft 2013 in Wrocław war Wladimir Sedow wieder am Start und in besserer Form als in den drei Jahren zuvor. Er erzielte dort im Mittelschwergewicht im Zweikampf 396 kg (180–216), womit er die Bronzemedaille gewann. Bronzemedaillen gewann er außerdem im Reißen und im Stoßen.

## Mehrfache Dopingvergehen
Bei der Weltmeisterschaft der Junioren 2006 in Hangzhou steigerte sich Wladimir Sedow im Leichtschwergewicht im Zweikampf auf 351 kg, doch reichte auch diese Leistung noch zu keiner Medaille. Er kam auf den 5. Platz. Im selben Jahr wurde er wegen eines Dopingverstoßes bis 18. Mai 2008 gesperrt. Wie im August 2016 bekannt wurde, setzte Sedow die verbotenen leistungssteigernden Mitteln auch nach dieser Sperre nicht ab. Wie der Internationalen Gewichtheberverband veröffentlichte, erschlich er sich einen vierten Platz bei den Olympischen Spielen 2008 mithilfe von Stanozolol.
Auch seine Frau, die Gewichtheberin Swetlana Podobedowa, fiel wiederholt durch Dopingvergehen auf.

## Internationale Erfolge
| Jahr | Platz | Wettbewerb                             | Gewichtsklasse | |
| 2005 | 4.    | Junioren-WM in Busan                   | Mittel         | mit 329 kg (153–176), hinter Taner Sagir, Türkei, 351 kg (161–190), Lu Chiangliang, China, 350 kg u. Mikalai Tscharniak, Belarus, 333 kg                                    |
| 2005 | 4.    | Asienmeisterschaft (Junioren) in Dubai | Leichtschwer   | mit 326 kg (156–170), hinter Ulanbek Molodosow, Kirgisistan, 341 kg, Hsieh Wei-chun, Taiwan, 334 kg u. Zang Wei, China, 332 kg                                              |
| 2006 | 5.    | Junioren-WM in Hangzhou                | Leichtschwer   | mit 351 kg (166–185), hinter Wadim Straltsou, Belarus, 375 kg, Wassili Polownikow, Russland, 365 kg, Mikalai Novikau, Belarus, 355 kg u. Alexander Iwanow, Russland, 355 kg |
| 2009 | 1.    | Asienmeisterschaft                     | Mittelschwer   | mit 398 kg (183–215), vor Huang Zhong, China, 380 kg u. Narab Nasirshelad, Iran, 376 kg                                                                                     |
| 2009 | 1.    | WM in Goyang/Südkorea                  | Mittelschwer   | mit 402 kg (185–217), vor Nizami Paschajew, Aserbaidschan, 387 kg u. Kim Man-jae, Südkorea, 384 kg                                                                          |
| 2010 | 6.    | WM in Antalya                          | Mittelschwer   | mit 390 kg (180–210); Sieger: Alexander Iwanow, Russland, 403 kg (185–218), vor Artem Iwanow, Ukraine, 402 kg (185–217)                                                     |
| 2011 | 2.    | Asienmeisterschaft in Tongling/China   | Mittelschwer   | mit 387 kg (180–207), hinter Kim Man-jae, Südkorea, 388 kg (178–210) |
| 2011 | 13.   | WM in Paris                            | Schwer         | mit 385 kg (180–205); Sieger: Chadschimurat Akkajew, Russland, 430 kg (198–232) vor Dmitri Klokow, Russland, 428 kg (196–232)                                               |
| 2013 | 3.    | WM in Wrocław                          | Mittelschwer   | mit 396 kg (180–216), hinter Alexander Iwanow, Russland, 402 kg (180–222) und Almas Uteschow, Kasachstan, 397 kg (175–222)                                                  |

## WM-Einzelmedaillen
- WM-Goldmedaillen: 2009/Reißen
- WM-Silbermedaillen: 2009/Stoßen
- WM-Bronzemedaillen: 2010/Reißen – 2013/Reißen – 2013/Stoßen

Erläuterungen
- alle Wettkämpfe im Zweikampf, bestehend aus Reißen und Stoßen,
- WM = Weltmeisterschaft,
- Mittelgewicht, bis 77 kg, Leichtschwergewicht, bis 85 kg, Mittelschwergewicht, bis 94 kg und Schwergewicht, bis 105 kg Körpergewicht